# Histoire du saturnisme
L'histoire du saturnisme, maladie correspondant à une intoxication aiguë ou chronique par le plomb, remonte à la préhistoire. Des preuves de cette maladie existent en effet depuis l'âge du bronze, pour l'antiquité et toutes les périodes qui ont succédé.
Les cas plus anciens de saturnisme ont été récemment démontrés chez l'homme et les animaux domestiques ou sauvages, grâce à des travaux d'écotoxicologie et de toxicologie rétrospective notamment basés sur l'analyse d'os ou de dents d’humains et animaux ayant vécu à ces époques.
Le saturnisme est une maladie qui reste d’actualité, dont l’histoire n’est donc pas terminée.

## Le saturnisme au cours des âges

### Préhistoire
Deux enfants néandertaliens morts il y a 250 000 ans en Ardèche ont été intoxiqués au plomb, comme le montre l'analyse de l'émail de leurs dents.
Le plomb a compté parmi les premiers métaux exploités par l'Homme, comme le cuivre et l'étain qui servaient à produire le bronze dès la préhistoire, notamment en Asie Mineure (dans l'actuelle Turquie), et au Moyen-Orient (actuelle Jordanie) à l'âge du bronze 6 000 à 8 000 ans avant notre ère. Cette exploitation s'est traduite très tôt par l'apparition d'intoxications chez l'homme et ses animaux domestiqués. Ces intoxications sont rétrospectivement détectées par les archéologues via l'analyse d'ossements anciens. On peut supposer qu'en tant que métal particulièrement malléable et facile à fondre, le plomb a servi à faire des bijoux portés à même la peau, qui ont dû être des facteurs particuliers de saturnisme (le premier collier de cou en plomb est daté de 6 000 à 8 000 ans. Il a été découvert dans la ville antique d’Anatolia).

### Antiquité et période byzantine

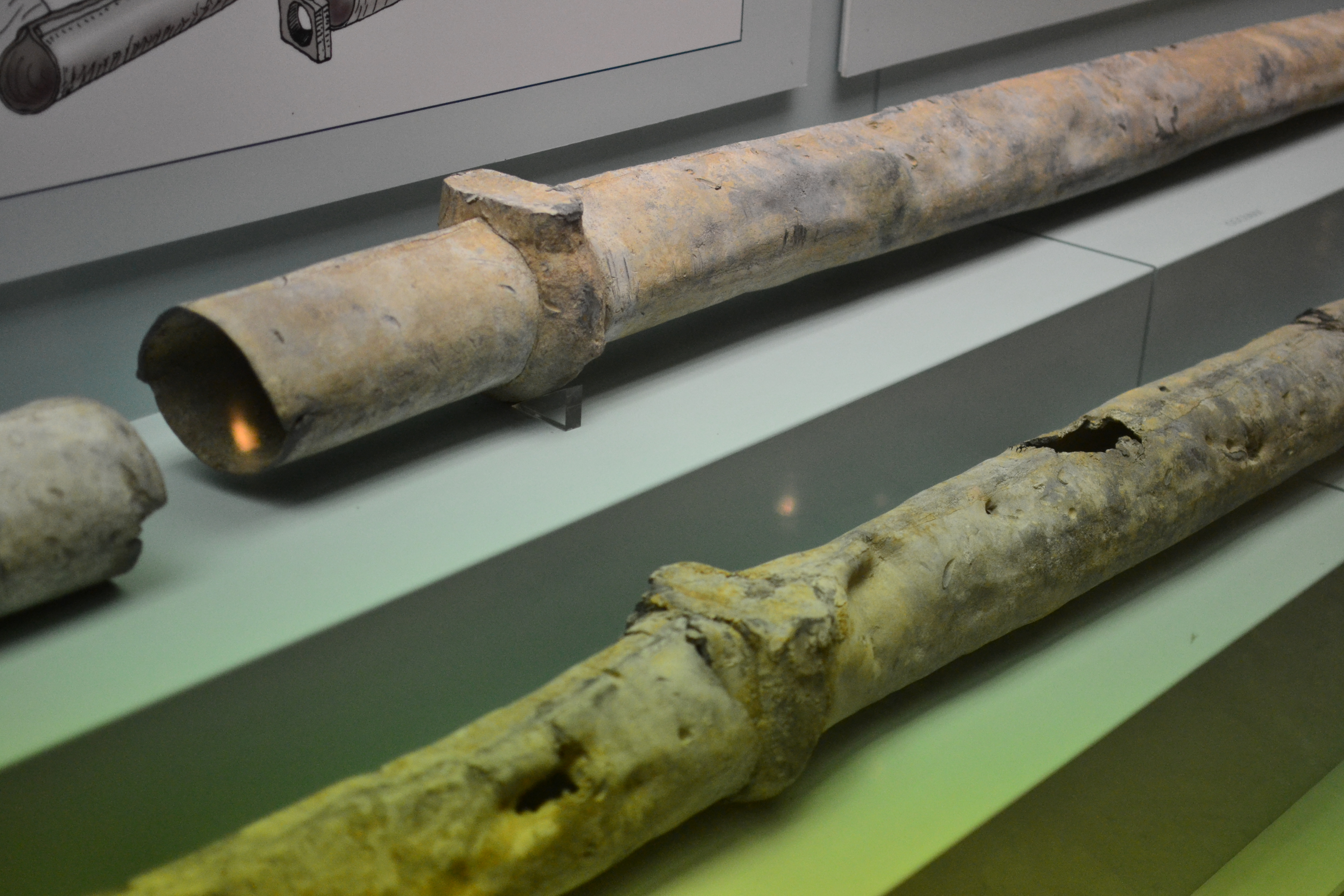
Tuyauteries en plomb du Forum romain de Caesaraugusta.

Le saturnisme est l'une des causes, souvent citée, de l'effondrement de l'empire romain, principalement à cause des vaisselles et autres récipients de cuisson, tuyauteries, réservoirs, etc faits de plomb ou d'étain riche en plomb ou émaillé avec des émaux riches en plomb.. autant de sources qui auraient intoxiqué la noblesse dirigeante, au point de gravement troubler son entendement,,,,,. Le plomb est en effet susceptible d'entretenir des troubles mentaux graves chez ceux qui sont exposés à une intoxication chronique, ou chez les personnes qui y ont été exposées in utero, même à faible dose.
Le traçage isotopique du plomb ou ses relevés chimio-archéologiques a montré que les vapeurs de plomb émises par les fonderies romaines dans l'air (en Espagne, en Bretagne...) ont en outre eu des retombées jusque dans les régions polaires.
La toxicité du plomb est citée par les médecins de l’Antiquité, notamment par Nicandre de Colophon qui, vers 225 avant notre ère, citait la céruse de plomb parmi les poisons. Il a décrit l’anémie induite par l’intoxication au plomb, ainsi que les coliques de plomb.
Plus de 100 ans plus tard, (Aulus Cornelius Celsus) dit Celse, dans l’un des tomes de son encyclopédie médicale, environ un siècle avant notre ère, listait la céruse de plomb (ou « blanc de plomb ») dans la liste des poisons pour l'homme. Contre la toxicité du plomb, il estimait que la sève (jus) de noyer (ou de noix ?) mélangée à du vin, ou la mauve étaient de bons antidotes,,. Malgré cette connaissance de la toxicité du plomb, Celse cite aussi de nombreuses autorités de l’époque en recommandant son utilisation dans de nombreux onguents, dont ceux appliqués aux blessures pour arrêter l'hémorragie et réduire les risques d'infection ou d'inflammation.

Ceci n’a pas empêché l'élite nobiliaire romaine de s’intoxiquer en mangeant et buvant dans des vaisselles de plomb, ou d’utiliser le plomb dans certains maquillages, ou pire de sucrer le vin (à l’acétate de plomb obtenu par l'action du vinaigre sur le plomb), ce qui provoquait une forme de goutte dite « goutte saturnine », maladie fréquente chez les riches Romains.
À la même époque, Vitruve, ingénieur et architecte de Jules César, qui a aussi servi son successeur Auguste, a quant à lui rappelé dans un traité consacré à l'adduction en eau que « l'eau est beaucoup plus saine dans les tuyaux de terre cuite que dans des conduites en plomb. Elle semble être devenue préjudiciable à cause du plomb, et en effet la céruse est produite à partir du plomb, et elle est réputée nocive pour le corps humain ».
On a souvent cité les tuyaux de plomb comme source d'intoxication et de délabrement de l'élite romaine. Dans certains cas, l'eau semble avoir été assez calcaire pour protéger les tuyaux de la corrosion par un dépôt de carbonates. Dans d'autres cas des eaux chaudes et thermales naturellement acides ont pu aggraver le risque de saturnisme. Dans tous les cas, les ajouts de tuyaux neufs, leur fabrication et mise en place, les travaux de nouvelles adductions, et les réparations ont pu momentanément contribuer à augmenter les teneurs en plomb de l'eau. L'utilisation de vaisselle contenant du plomb, et peut-être d'onguents enrichis en céruse et en minium de plomb pourrait avoir été la cause première de saturnisme et de la goutte saturnine des riches Romains.

Le minium est connu dans l'Antiquité ; Pline l'Ancien et Vitruve racontent qu'on l'a accidentellement découvert à la suite de l'incendie d'une villa. Pline précise que la céruse (blanc de plomb) chauffée dans des plats et brassée finit par changer de couleur et produire le « minium » . Le minium était alors utilisé pour imiter le cinabre, mais aussi et jusqu'à nos jours comme médicament ou comme remède traditionnel ou comme poison.
Le terme « minium » a d'abord à cette époque désigné le cinabre ou sulfure de mercure (HgS), puis le carbonate de plomb (céruse), ce qui explique des confusions historiques entre céruse, minium, vermillon, cinabre.

### Haut Moyen Âge et Moyen Âge
Le plomb continue à cette époque d'être utilisé, notamment comme lests et dans l'architecture, on le trouve aussi comme contaminant de l'étain.

La goutte saturnine sévit encore, a priori toujours en raison de l’association de alcool-plomb, intoxiquant par exemple gravement l'empereur Charles Quint, et de nombreuses personnes âgées,. On le trouve aussi dans les stériles des mines d'argent et d'autres métaux, d'où il contamine l'environnement.

Des indices (sols pollués) laissent penser qu'autour des faïenceries utilisant le plomb comme composé de l'émail, des cas de saturnismes ont probablement existé, de même que sur les sites métallifères exploités pour le plomb ou l'argent qui lui est souvent associé.

Le moine Théophile, à la fin du XIe siècle, décrit sa préparation à partir de la calcination de la céruse (opération qui dégage des vapeurs nocives).

### De la Renaissance auXVIIIesiècle
Divers artisans sont à ces époques exposés au plomb, tout comme les mineurs.

Le sucrage du vin à l'acétate de plomb persiste et continue à intoxiquer les buveurs : Au XVIIe siècle, en Allemagne, Eberhard Gockel, médecin de la ville d’Ulm notait que chez ses patients, les moines qui ne buvaient pas de vin étaient en bonne santé alors que ceux qui en buvaient étaient victimes de douloureuses coliques (Colica Pictonum). Le coupable était ici encore le « sucre de plomb » (acétate de plomb obtenu en plongeant des blocs de litharge dans du vinaigre

### XIXesiècle
Cette période a connu une explosion des cas de saturnisme en raison d'une utilisation très accrue du plomb par les armées (munitions) et surtout sous forme de peinture à la céruse de plomb. La mode du néogothique a aussi relancé la fabrication de vitraux et d'ornements architecturaux en plomb, générant des épidémies de saturnisme chez les ouvriers du bâtiment et dans les usines de production de plomb.
Jean Leclaire, entrepreneur de peinture au milieu du XIXe siècle est décoré en 1849 de la Légion d'honneur pour avoir introduit l'emploi du blanc de zinc en remplacement du céruse de plomb qui causait la terrible maladie des peintres.
Les carafes en cristal sont une source de plomb qui semble également avoir été très sous-estimée. La diffusion en Europe au XIXe siècle de ce type de verre, riche en oxyde de plomb, permet aussi d'expliquer la hausse du saturnisme à cette époque.

### XXeetXXIesiècles
Le saturnisme aigu touchait antérieurement principalement les mineurs et ouvriers de la métallurgie du plomb, ceux qui utilisaient de la vaisselle de plomb, et les ouvriers sertissant au plomb les vitraux. Mais avec l'avènement de la peinture au plomb très utilisée jusque dans le premier quart du XXe siècle, et qui le restera pour les peintures anti-rouille jusqu'à la fin du XXe siècle, et surtout avec l'invention et la diffusion massive de l'essence plombée, le saturnisme est resté très courant aux XIXe et XXe siècles.
C'est d'ailleurs la première maladie à avoir été déclarée maladie professionnelle[réf. souhaitée].
Malgré l'interdiction du plomb dans les peintures neuves et dans l'essence dans de nombreux pays, des cas graves de saturnisme persistent aujourd'hui dans de la plupart des grandes villes (habitat ancien où les enfants sont exposés aux peintures contenant du plomb) et régions industrielles.
Malgré une connaissance théoriquement accrue des risques et un consensus sur le fait que les effets sur la santé de l'enfant adviennent bien avant 100 µg/L de  plombémie, et malgré des efforts de prévention, dans de nombreux pays pauvres, l'essence plombée est encore utilisée et les saturnisme infantile est encore très fréquemment détecté, dont (pour ne citer qu'un exemple récent) au Maroc autour d'une zone industrielle de la ville de Fès, où dans ce cas « le déménagement du site industriel associé à des mesures correctives et préventives ont cependant permis de diminuer l’exposition ainsi que le taux de prévalence du saturnisme dans la population suscitée de 21,1 % à 8 % ».
En France au début du XXIe siècle.
Dans ce pays, une grande partie des tuyaux d'eau en plomb a disparu, mais si en 2012 58 % des logements bénéficiaient d'eau potable à moins de 1µg/L de plomb, il restait 1 % des logements où ce taux dépassait 25µg/L et 2,9 % où il dépassait 10µg/L.
Une étude publiée en 2013 a montré qu'en 10 ans chez l’adulte la plombémie moyenne « a été divisée par deux », ce qui « s’explique par la baisse de l’exposition à cet élément qui a été continue, liée en partie à la suppression du plomb dans l’essence, mais aussi à la réduction du métal dans les apports alimentaires (denrées alimentaires, eau), et à la diminution de la pollution atmosphérique ». La plombémie moyenne de l'enfant est assez bien connue sur les territoires surveillés en raison d'un risque connu, mais moins pour les moyennes régionales. À titre indicatif, une analyse pour 99 enfants (garçons et filles de moins de 18 ans) a donné une plombémie médiane de 10,9 µg/L ; (« Les valeurs du 5e au 95e percentile sont comprises entre 6,1 µg/L et 23,4 µg/L. Il n’y a pas de différence significative de la plombémie en fonction de l’âge. Conclusion : Toute plombémie supérieure à 25 µg/L chez l’enfant doit être considérée comme anormale »).
En 2014, après la clôture des enquêtes Saturn’Inf lancé en 2008 et Plomb-Habitat, les spécialistes considèrent que l'exposition au plomb reste un problème de santé publique « avec encore 4400 enfants entre 1 et 6 ans atteints de saturnisme en France métropolitaine selon l’estimation de l’InVS et compte tenu des effets des faibles doses mis en évidence ces dernières années ». Un nouveau mode d'exposition semble en outre apparaître : selon les données récoltées dans les quartiers pauvres de Marseille, une étude a conclu en 2014 qu'en France métropolitaine, l'activité de « ferraillage en habitat précaire » est encore ou à nouveau une source de saturnisme infantile ; dans ce cas « Du 01/01/2011 au 30/06/2013, 65 enfants avaient été contaminés dans un contexte de ferraillage en habitat précaire (...) Dans ce groupe, 36 cas de saturnisme patent (> 100 μg/L) étaient dénombrés. Avec un seul enfant symptomatique, le dépistage était avant tout motivé par la situation socio-familiale (...) dans 53,8 % des cas une imprégnation au plomb avait déjà été objectivée chez un membre de la fratrie. » Les enquêtes précédentes (avant 2011) n'avaient pas révélé de cas de ce type.

## Pollutions parfois millénaires et séquelles durables

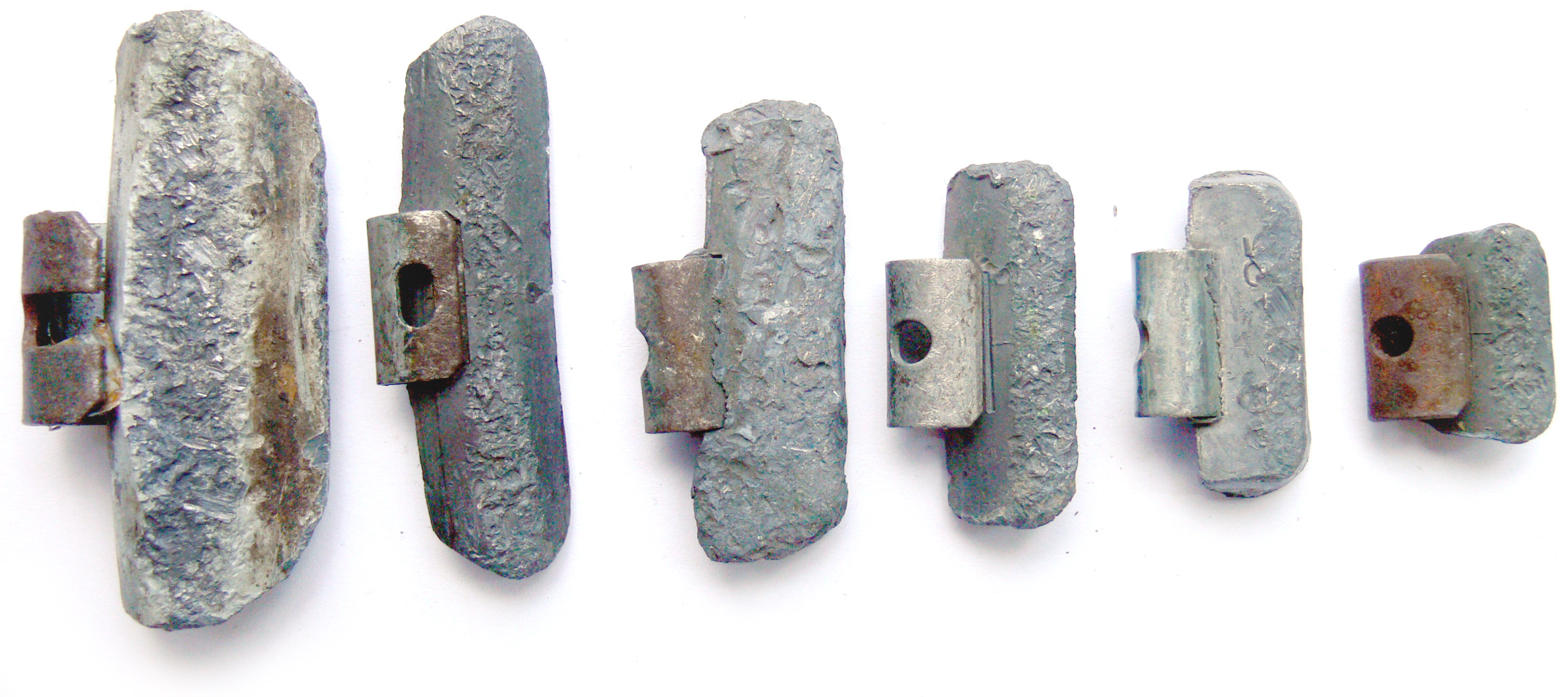
De nombreuses sources discrètes de plomb existent encore (ici équilibrateurs de roues de voitures perdu sur la chaussée)

Des pollutions d'origine préhistoriques et antiques ont des effets qui perdurent aujourd'hui :

Ainsi une étude récente a analysé des squelettes humains et animaux (os et/ou dents) âgés de 1500 à plus de 2000 ans dans un site archéologique qui est une ancienne et importante zone minière du Sud de la Jordanie.
Cette zone aujourd'hui désertique a fourni du cuivre et du plomb dès l'âge du bronze, puis aux époques nabatéenne, romaine et byzantine. Autour des ruines romaines de la ville de Phaino, on a retrouvé les restes de 250 anciennes mines de cuivre où de nombreux prisonniers romains ont été envoyés comme esclaves. On y trouve encore des « stériles » pollués par du plomb et du cuivre, mais aussi du chrome, du cadmium et du manganèse).
Les chercheurs ont voulu savoir si une pollution par les métaux lourds avait déjà eu un impact sur l'homme et l'animal aux époques préhistoriques, romaines et byzantines. L'étude a effectivement détecté les phénomènes de bioaccumulation apparus semble-t-il précocement, il y a plusieurs milliers d'années, ces mines ayant été ouvertes dès 7000 ans av. J.-C., avec des pics successifs de production de cuivre au début de l'âge du bronze, durant l'âge du fer et lors de la période romaine.
L'étude a confirmé que la dent (plus stable que l'os) était un excellent support pour rétrospectivement étudier les pollutions récentes ou antiques, à condition de respecter un protocole précis, car la dentine et l'émail dentaire accumulent moins le plomb que la racine de la dent qui elle-même en accumule plus que la mâchoire, avec des différences importantes selon l'âge, et l'animal considéré (herbivore, omnivore, carnivore, mammifère, insecte..) ; Par exemple, les molaires animales contemporaine analysées à proximité du site contenaient en moyenne 48 mg de cuivre par kg dans la racine, soit presque deux fois plus que dans l'os de la mâchoire (28 mg/kg) et bien plus que celles d'un animal comparable vivant dans une zone peu polluée (4 mg/kg). Par contre pour le plomb, elle en contenaient 126 mg par kg, ce qui est moins que dans l'os de la mâchoire des mêmes individus (avec des teneurs de 268 mg/kg de plomb pour les mâchoires de chèvre et 270 mg/kg pour la symphyse mentonnière (partie de la mâchoire inférieure humaine située juste au-dessus du menton), au lieu de 18 mg/kg chez un animal comparable vivant en zone non polluée.
Les dents, comme l'os de la mâchoire bioaccumulent beaucoup plus de plomb que de cuivre. Inversement l'os crânien ou de la cage thoracique bioaccumule beaucoup plus de cuivre que de plomb (et plus sur la face externe du crâne que sur la face interne dans les deux cas, ce qui pourrait traduire une contamination externe via le cuir chevelu)
L'étude a aussi montré que les squelettes de l'époque du bronze présentent des contaminations différentes de celles de la période byzantine.
Des traces d'arthrite des membres fréquentes sur les squelettes pourraient être attribuées à une intoxication par le plomb et le cuivre (qui peuvent agir en synergie et affecter la solidité de l'os, ou augmenter le risque de maladie de Parkinson).
Par ailleurs, l'étude a montré que les chèvres et moutons élevés par l'homme sur cette zone étaient et sont encore aujourd'hui atteint de saturnisme (Plusieurs campements d'éleveurs Bédouins sont encore établis dans cette région, avec chèvres et moutons). Des analyses ont montré en 2000 des taux de plomb et de cuivre dans Gymnarrhena micrantha (plante locale consommée par les chèvres et moutons) de respectivement 40 et 60 mg/kg. À noter que les moutons sont plus contaminés que les chèvres, peut-être par ce qu’ils bio-accumulent plus, ou parce qu’on laisse plus de liberté à ces dernières et qu’elles peuvent choisir leurs aliments. 
L’étude a aussi montré que dès la période préhistorique, les métaux toxiques ont été dispersés sur des distances importantes à partir des zones d'extraction et traitement du minerai. On peut clairement parler de bioaccumulation, puisque sur une zone où le taux de plomb est compris entre 20 et 30 mg/kg, les moutons de l'antiquité étudiés en avaient accumulé 524 mg/kg (mesure moyenne dans la mâchoire inférieure). Sur le même site, un os humain ancien en contenait 170 mg/kg (6 fois plus que le taux de plomb du sol dans la même couche archéologique ; valeur du sol qui n'a pas du beaucoup évoluer depuis 7000 ans car le plomb est a priori peu mobile dans ce type de zone très aride). Pour le cuivre le même os en contenait 177 mg/kg, là où la couche du sol n'en contenait « que »  44 mg/kg (4 fois moins). 177 mg/kg correspond à un taux de cuivre osseux plus de 40 fois plus élevé que le taux moyen estimé normal chez l’homme au XXe siècle (4.2 mg/kg).
Les os humains de la période byzantine se sont montrés plus chargés en plomb et cuivre que ceux des hommes préhistoriques étudiés, de même que le taux de plomb des couches sédimentées à ces époques, ce qui montre une pollution et une contamination qui ont augmenté au cours du temps.
On peut aussi déduire de ces données que la vie et la mort des esclaves travaillant dans ces mines ont dû être extrêmement pénibles. D’après la teneur en plomb de leurs os, les humains qui ont vécu dans les oueds pollués par les mines de la région jordanienne de Feynan étaient plus contaminés par le plomb que les humains riverains d’une zone industrielle polluée de Haute Silésie (Pologne) morts en 1993 étudiés par Baranowska et coll. (1995) (analyse d’os du sternum). Elles sont également très supérieures aux teneurs signalées chez les travailleurs de la métallurgie en Suède (40 à 100 µg/gramme d'os par Ahlgren et ses collègues (1976) et Ahlgren et Mattsson (1979).
On peut comparer ces taux à ceux mesurés dans les squelettes humains de la période préhispaniques de Ténérife (Espagne) ; 0.7 à 18.83 ppm